# Казнаков, Геннадий Геннадьевич
Геннадий Геннадьевич Казнаков (15 (27) апреля 1833—13 (25) сентября 1870) — российский генерал-майор.
Происходил из тверского рода Казнаковых — сын генерал-майора Геннадия Ивановича Казнакова (1792—1851); мать — Надежда Васильевна, урождённая Куломзина (1800—1853). Воспитывался, как и старший брат Николай, в Школе гвардейских подпрапорщиков и кавалерийских юнкеров, в службу вступил прапорщиком в Лейб-гвардии Измайловский полк в 1851 году.
В 1854 году участвовал в Крымской войне, награждён орденом Св. Анны 4-й степени; в 1856 году получил орден Св. Станислава 3-й степени. В 1860 году был назначен флигель-адъютантом Александра II и в этом звании в 1863 году командовал летучим Житомирским отрядом, сформированным для действий против польских мятежников; был награждён орденом Св. Владимира 4-й степени. В 1865 году произведён в полковники; в 1866 году был отмечен орденом Св. Анны 2-й степени. После кратковременного командования 2-м Ростовским гренадерским полком, в конце 1866 года назначен вице-директором канцелярии Военного министерства. В 1868 году был произведён в генерал-майоры с назначением в свиту Его Величества.
Похоронен на Лазаревском кладбище Александро-Невской лавры.
Жена: внучка флигель-адъютант Павла I Д. П. Черевина, сестра товарища министра внутренних дел генерал-адъютанта П. А. Черевина — Наталья Александровна (1841—?); во втором браке — Шульц.